# Барки Точик

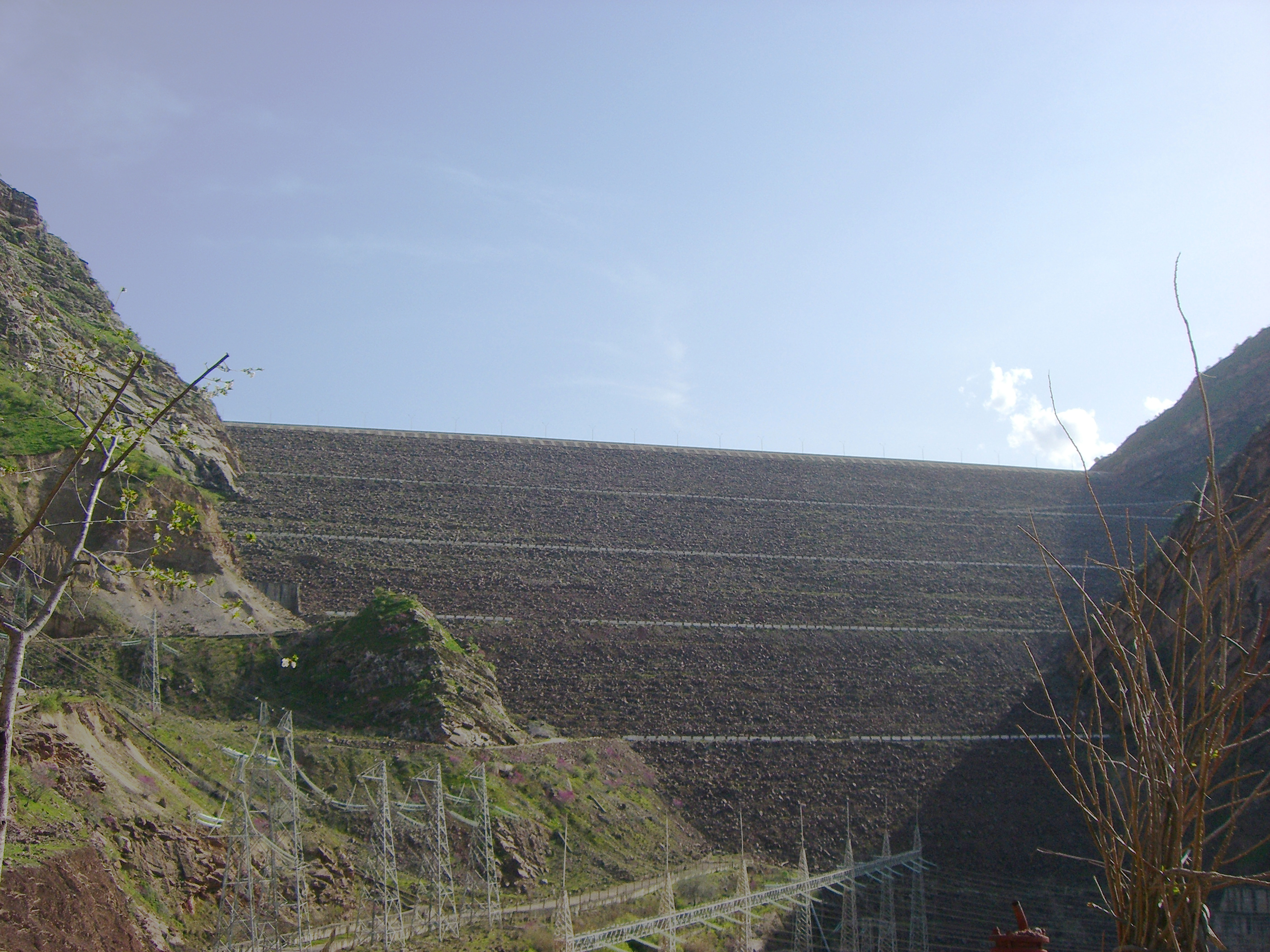
Нурекская ГЭС

Откры́тая Акционе́рная Хо́лдинговая Компа́ния «Барки Точик» — государственная национальная энергетическая компания Республики Таджикистан, расположенная в Душанбе. Была основана 24 июля 1992 года постановлением Кабинета Министров Республики Таджикистан. Головной офис расположен в городе Душанбе. Председатель энергохолдинга — Мухаммадумар Асозода.

## История
В 1936 году была основана Государственная Энергокомпания Республики Таджикистан «Таджикэнерго». В том же году на реке Варзоб начала работать первая гидроэлектростанция. В 1962 году «Таджикэнерго» было преобразовано в Главное управление энергетики и электрификации при Совете Министров Таджикистана («Таджикглавэнерго»).
В июле 1992 года Совет Производственного объединения по энергетике и электрификации решил образовать на базе предприятий и организаций, входящих в состав объединения, Государственную акционерную холдинговую компанию «Барки Точик». Компания была основана 24 июля 1992 года постановлением Кабинета Министров Республики Таджикистан «О создании Государственной акционерной холдинговой компании „Барки Точик“». Государственная регистрация ГАХК «Барки Точик» была произведена Решением Фрунзенского Районного Совета Народных депутатов от 10 ноября 1993 года. На тот момент в состав «Барки Точик» входили 25 подведомственных предприятий, организаций и структурных единиц. Открытая акционерная холдинговая компания «Барки Точик» была зарегистрирована в Министерстве юстиции Республики Таджикистан 3 июня 1999 года.
В 2001 году ГАХК «Барки Точик» была переименована в Открытую акционерную холдинговую компанию «Барки Точик». В её состав входили 10 филиалов, 14 акционерных обществ открытого типа, 5 государственных предприятий, организаций и учреждений.
В августе 2014 года общий объём выработки электроэнергии составил 1527 млн килоВатт-часов (кВт/ч) или 49,3 млн. кВт/ч в сутки. Электроэнергия производилась на 99 % за счёт гидроэлектростанций и 1 % за счёт тепловых станций.
По данным 2019 года в состав компании входили: 14 филиалов, одно представительство в Российской Федерации, 15 акционерных обществ открытого типа и одно дочернее предприятие материально-технического обеспечения «Таджикэнергоснаб». Основной целью ОАХК «Барки Точик» является производство, транспортировка, передача, распределение и продажа электро- и теплоэнергии преимущественно на местном рынке в Таджикистане. Занимается вопросами эксплуатации электрических станций и сетей республики, выработкой, передачей, распределением и реализацией электрической и тепловой энергий в государстве.
По данным 2020 года суммарная установленная мощность электроэнергетической системы республики Таджикистан составляла около 5,8 тысяч МВт, среднесуточная выработка электричества — 54 млн кВт.ч. Всего за год было произведено около 19,8 млрд кВт.ч электроэнергии.

## Состав
ОАХК «Барки Точик» оснащена 42 турбинами в пяти гидроэлектростанциях (ГЭС) и двумя тепловыми установками. В состав входят ГЭС и ТЭЦ. Компания также владеет более чем 55 096,5 км (2007 год — 60 500 км) линий электропередач, способность распределения электроэнергии которых варьируется от 0.4 киловольт до 500 киловольт, общая способность генерировать электроэнергию составляет 11.4 мегавольт-ампер. Для передачи электроэнергии от мест генерации до мест потребления используются воздушные и кабельные линии электропередачи (ЛЭП) с номинальным напряжением 0,4-500 кВ. Суммарная протяжённость воздушных ЛЭП 0,4 — 500 кВ по направлению составляет 60 802,74 км, по цепям 63 086,1 км. Протяжённость кабельных линий 0,4-35 кВ равняется 3416,2 км. Мощность трансформаторных подстанций 6-10-35/0,4кВ составляет 4 969 906 кВА при количестве, равном 16 360 единицам.
| ГЭС                                                           | ГЭС                          | ГЭС                                                          | ГЭС                                                            |
| Название                                                      | Установленная мощность, МВт  | Проектная среднегодовая выработка электроэнергии, млрд кВт·ч | Статус                                                         |
| ------------------------------------------------------------- | ---------------------------- | ------------------------------------------------------------ | -------------------------------------------------------------- |
| Рогунская                                                     | 3600                         | 17                                                           | Действующая с 2018 года                                        |
| Нурекская                                                     | 3000                         | 12,5                                                         | Действующая с 1972                                             |
| Байпазинская                                                  | 600                          | 2,5                                                          | Действующая с 1986                                             |
| Кайраккумская                                                 | 126                          | 0,688                                                        |                                                                |
| Каскад Вахшских ГЭС: - Головная, - Перепадная, - Центральная, | 285,05 - 240 - 29,95 - 15,1  | 37                                                           | - Действующая с 1962 - Действующая с 1958 - Действующая с 1964 |
| Каскад Варзобских ГЭС: - ГЭС-1, - ГЭС-2, - ГЭС-3              | 25, 43 - 7,15 - 14,76 - 3,52 | 0,84                                                         | - Действующая с 1936 - Действующая с 1949 - Действующая с 1952 |
| «Хорог»                                                       | 8,7                          | —                                                            | Действующая                                                    |
| «Памир-1» (Памирская ГЭС № 1).                                | 28                           | —                                                            | Действующая                                                    |

| ТЭЦ              | ТЭЦ                         | ТЭЦ                                                          |
| Название         | Установленная мощность, МВт | Проектная среднегодовая выработка электроэнергии, млрд кВт·ч |
| ---------------- | --------------------------- | ------------------------------------------------------------ |
| Душанбинская     | 198,0                       | —                                                            |
| Душанбинская — 2 | 600                         | 2,5                                                          |
| Яванская         | 120,0                       | —                                                            |

Прочие предприятия
Кроме того, в её составе следующие предприятия:
- Управление ОАХК «Барки Точик»;
- ОАО Яванские ЭС;
- Душанбинский филиал Центральные ЭС;
- Чкаловский филиал Чкаловские городские ЭС;
- ОАО Душанбинские Городские ЭС;
- Худжанский филиал Худжандские городские ЭС;
- ОАО Кулябские ЭС;
- ОАО «Шабакахои баркии шахри Кулоб»;
- Курган-Тюбинский филиал Курган-тюбинские ЭС;
- Кайракумский филиал Ленинабадские ЭС;
- ОАО «Шабакахои баркии шахри Панчакент»;
- Раштский филиал Раштские ЭС;
- ОАО «Шабакахои баркии чануби»;
- ОАО «Шабакахои баркии Турсунзода»;
- ОАО «Шабакахои баркии шахри Уротеппа»;
- Горно-Бадахшанский филиал ЭС;
- ОАО «Дангаринские электрические сети»;
- Госпредприятие «Таджикэнергоснаб» (дочернее предприятие);
- Управление «Энергосбыт» ОАХК «Барки Точик»;
- Центр реализации проектов[17].

Компания имеет 14 генерирующих предприятий и 17 предприятий по передаче и распределению электроэнергии по территории Таджикистана, состоящей из 59 районных и городских электрических сетей.

## Финансовые показатели
В 2020 году выручка компании составила 3,303,509 тыс. сомони, в 2021 — 3,935,939 тыс. сомони; Чистый совокупный убыток равнялся 6,591,223 тыс. сом. и 3,244,584 тыс. сом. соответственно.
В 2022 году дебиторская задолженность «Барки Точик» увеличилась на 11 % и составила более 3,6 млрд сомони. Задолженность компании перед «Сангтудинская ГЭС-1» на 31 декабря 2022 года составляла 2,37 млрд сомони. В том же году «Барки точик» купил у Рогунской ГЭС электроэнергии на сумму более 382 млн сомони.
В июле 2023 года долг перед Сангтудинской ГЭС-1 увеличился до 250 млн долларов.

## Юридический статус
До 27 августа 1991 года активы Компании находились под юрисдикцией СССР. В августе 1991 года «Барки Точик» была переведена под юрисдикцию Республики Таджикистан (РТ). Компания и все её активы являются национальной собственностью РТ. ОАХК «Барки Точик» является держателем переданного правительством Таджикистана пакета акций акционерных обществ, действующих в области электроэнергетики, а также осуществляет право владения, пользования, распоряжения имуществом предприятий и учреждений, переданных в её управление. По состоянию на 31 декабря 2021 года единственным акционером компании являлось Правительство Республики Таджикистан.
В 2011 году Правительство Таджикистана выпустило постановление «Об утверждении Индивидуального плана реструктуризации Открытой акционерной холдинговой компании „Барки Точик“ на 2011—2018 годы». Правительством республики при поддержке Швейцарского офиса в Душанбе была разработана Программа реструктуризации, согласно которой планировалось разделить «Барки Точик» на три самостоятельные компании, занимающиеся: генерацией, транспортировкой и распределением электроэнергии. Первый этап разделения должен был завершиться к 2016 году.
В 2018 году процесс реструктуризации формально завершился созданием ОАО «Передающие электрические сети» и ОАО «Распределительные электрические сети», на которые частично легли обязанности «Барки точик». Все акции трёх компаний принадлежат государству. По новому распределению «Барки точик» производит электроэнергию и отдаёт ее компании «Передающие электрические сети». Она проводит электричество через свои линии электропередач (ЛЭП) и передаёт ОАО «Распределительные электрические сети», которая распределяет электричество и собирает деньги за использование электроэнергии.

## Строительство и проектирование
В области строительства и проектирования, поставки оборудования и материалов компания поддерживает партнёрские отношения более чем с 12 странами. Компания также осуществляет торговлю электроэнергией с соседними странами. По импорту и экспорту электроэнергии имеет рыночные отношения с соседними государствами: Узбекистан, Туркменистан, Казахстан, Кыргызстан, Афганистан и Россия.
Сотрудничает с Азиатским банком развития (Филиппины). В своей деятельности пользуется займами Исламского банка развития, правительства Швейцарской Конфедерации, Кувейтского фонда по арабскому экономическому развитию, Международной ассоциации развития и другими.

## Руководство
В 2022 году указом президента Таджикистана Эмомали Рахмона на пост председателя энергохолдинга «Барки Точик» вместо Мирзо Исмоилзода был назначен Мухаммадумар Асозода.